# Archives départementales de la Drôme
Les archives départementales de la Drôme sont un service du conseil départemental de la Drôme, chargé de collecter les archives, de les classer, les conserver et les mettre à la disposition du public.

## Bâtiments
Les archives départementales se trouvent jusqu’en 1939 à Valence dans les locaux de la Préfecture (ancien hôtel de l’abbé de Saint-Ruf, détruit par un incendie à la suite du bombardement du pont sur le Rhône le 15 août 1944). Elles se trouvent de 1939 à 1975 dans la chapelle du couvent des Cordeliers (actuelle rue André-Lacroix). Les Archives déménagent en 1975 dans un nouveau bâtiment au 14 rue de la Manutention, restructuré et agrandi en 2002. Une annexe est construite en 1997 à Bourg-lès-Valence, agrandie en 2006.

## Archivistes
- Jean-Baptiste Moulinet : an IV-1811[2]
- Jean-Baptiste Moulinet fils : 1811-1815
- Jacques Montal : 1820-1823
- Venance Dorée : 1823-1829
- Paulin Chabannier : 1829-1833
- Chabert : 1833-1839
- Frédéric Ginon : 1840-1860
- André Lacroix : 1860-1909[1]
- Claude Faure : 1909-1911
- Joseph Estienne : 1912-1919
- Jacques de Font-Réaulx : 1920-1950
- François Burckard : 1951-1964
- Yves Renaudin : 1964-1974
- Gérard Ermisse : 1974-1981
- Michèle Nathan-Tilloy : 1981-2004
- Simon-Pierre Dinard : 2004-2010
- Benoît Charenton : depuis 2011

## Pour approfondir